# Cuaespinós de Santa Marta
El cuaespinós de Santa Marta (Synallaxis fuscorufa) és una espècie d'ocell de la família dels furnàrids (Furnariidae).
Habita boscos humids i clars de la Sierra Nevada de Santa Marta, al nord-est de Colòmbia.